# 조월 (음악가)
조월(1978년-1979년)는 대한민국의 포스트 록 싱어송라이터이다. 그는 슈게이징 밴드 우리는 속옷도 생겼고 여자도 늘었다네의 멤버, 그리고 모임 별의 핵심 멤버로 잘 알려져 있다. 2009년 부터 솔로 활동 역시 시작하여 네가이곳에서보게될것들 (2009), 깨끗하게, 맑게, (2013), 아무것도 기념하지 않는 (2020) 총 3장의 정규 음반을 발매했다.

## 음반

### 정규 음반
- 네가이곳에서보게될것들 (2009)
- 깨끗하게, 맑게, (2013)
- M거울과 시체 (2015) (최태현과의 합작 음반)
- 아무것도 기념하지 않는 (2020)